# 52 Persei
52 Persei, som är stjärnans Flamsteed-beteckning, är en misstänkt trippelstjärna belägen i den mellersta delen av stjärnbilden Perseus, som också har Bayer-beteckningen f Persei. Den har en skenbar magnitud på ca 4,68 och är svagt synlig för blotta ögat där ljusföroreningar ej förekommer. Baserat på parallax enligt Gaia Data Release 2 på ca 5,4 mas, beräknas den befinna sig på ett avstånd på ca 600 ljusår (ca 184 parsek) från solen. Den rör sig närmare solen med en heliocentrisk radialhastighet av ca –4,5 km/s.

## Egenskaper
Primärstjärnan 52 Persei A är en orange till gul ljusstark jättestjärna av spektralklass G5 II, som har utvecklats bort från huvudserien. Den har en massa som är ca 4 solmassor, en radie som är ca 32 solradier och utsänder ca 531 gånger mera energi än solen från dess fotosfär vid en effektiv temperatur på ca 4 900 K.
52 Persei är en enkelsidig spektroskopisk dubbelstjärna med en omloppsperiod på 4,3 år och en excentricitet på 0,4. Stjärnorna i paret har en skillnad i visuell magnitud av 2,7 enheter och har inte kunnat upplösas med speckleinterferometri. Följeslagaren är en misstänkt dubbelstjärna från okänd period, med komponenter med uppskattade massor lika med 2,4 och 1,0 gånger solens massa. Parets mer massiva medlem har en uppskattad spektralklass av A2 V, som matchar en stjärna i huvudserien av spektraltyp A.